# 醉拳王無忌之日帝月后
《醉拳王無忌之日帝月后》是由香港亞洲電視製作的電視劇，劉嘉豪監製，蔡業鳴擔任劇本編審，於1984年9月3日首播。自本劇是《醉拳王無忌》之續集一系列，該作自羅石青復出後首部拍攝的亞洲電視演出劇集。

## 劇情介紹
自剷除練辟邪一役後，王無忌(吳剛飾)、柳仙兒(李賽鳳飾)名震江湖，亦因此不經意地捲入烈陽教及冷月教之間的大鬥爭中。仙兒為冷月教所擄，更慘遭醉娃(葉玉萍飾)所誤殺。無忌悲慟不已，遂尋「罪魁禍首」冷月教以報此仇。途中邂逅與仙兒猶如雙生姊妹的冬冬(李賽鳳飾)，無忌更練得「九宵真經」下卷之武功。此時，日帝(張翼飾)、月后(陳莉莉飾)冰釋前嫌，更練成蓋世神功穹蒼寶鑑對抗無忌。一場「驚天地、泣鬼神」的決鬥從此展開……

## 演員表
- 吳剛 飾 王無忌/王嶽淵
- 李賽鳳 飾 柳仙兒/冬冬
- 葉玉萍 飾 醉娃
- 張翼 飾 日帝
- 陳莉莉 飾 月后
- 區凱鈴 飾 龍娃
- 弗烈 飾 小雷神
- 冼煥貞 飾 冷月公主
- 江濤 飾 鬼醫
- 楊得時 飾 赤飛
- 伍永森 飾 玄真
- 羅石青 飾 西魔
- 李麗麗 飾 雪姑
- 楊雅潔 飾 琳兒
- 施明 飾 白髮魔女
- 凌腓力  飾 天癡
- 鄭恕峰 飾 哈里蘇
- 鮑漢琳 飾 赤驚虹
- 陳小龍 飾 伏虎尊者
- 楊仲恩 飾 楊堅
- 鄧德榮 飾 鐵骨尊者
- 司馬華龍 飾 醉神
- 許英秀 飾 醫神
- 關子標 飾 赤驚天
- 陳植槐 飾 驚雷
- 姚文基 飾 活魔王
- 吳毅將 飾 巴九閉喇嘛
- 鄧漢琳 飾 方中玉
- 于楓 飾 月母
- 譚榮傑 飾 高大虎
- 徐有明 飾 白妖
- 陳錦堂 飾 黑妖
- 蕭山仁 飾 祭師
- 蕭麗兒 飾 太陰
- 關偉倫 飾 夏而
- 任達華 飾 紅教教主朱邪風
- 林司聰 飾 西域少女
- 吳耀良 飾 泥人張
- 伍衛國 飾 小劍仙練斌/天下無敵老祖宗
- 楊澤霖 飾 白蓮教主東方無懼